# Ерида (митологија)
Ерида (грч. Eris) је богиња раздора, што јесте и превод грчке речи - Eris = „раздор“. Пандан Еридин у римској митологији је Дискордија. Еридина супротност је богиња Хармонија којој је у римској митологији пандан Конкордија.

## Митологија
У Хесиодовим делу Пословима и данима појављују се две богиње Ериде које су потпуне супротности:
- Прва која подстиче ратове и борбе, веома је окрутна и нема човека који је воли - Аресова сестра (Зевсова и Херина кћерка).
- Друга која је љубазнија према људима, али подстиче завидност - Никтина и Хронова кћерка.

Хесиод у Теогонији спомиње ове Еридине потомке:
- Алгеја - Бол
- Амфилогија - Расправа
- Андроктазија - Клање
- Ата - Лудост
- Дисномија - Безакоње
- Лета - Заборав
- Лима - Глад
- Фонеа - Убиство
- Хизминеа - Борба
- Хоркоа - Заклетва
- Малхеа - Битка
- Никеја - Свађе
- Пон - Рад
- Псеудеја - Лаж

Ериду су мрзели и богови и људи, сем бога рата Ареса и Кера, богиња насилне смрти.
Љута и бесна због тога што је богови нису позвали на свадбу фтијског краља Пелеја и морске богиње Тетиде, бацила је међу присутне богиње Атину, Афродиту и Херу, златну јабуку са дрвета Хесперида. На јабуци је Ерида написала најлепшој, а све три богиње су кренуле да узму јабуку, јер је свака хтела имати за себе. Одмах је настала свађа, која је узроковала Тројански рат.
Ерида је, са богињом ратног убијања Енијом, пратила у свим биткама бога рата Ареса. Она је ишла испред његових кола и изазивала раздор и свађу међу борцима.
Кћерка богиње Ериде је богиња обмане и заслепљености, Ата.

### Парисов суд
Три су богиње су хтеле за себе јабуку - Атина, Хера и Афродита. Тражиле су да Зевса пресуди која је од њих најлепша, а он је, не желећи да се меша у сукоб између богиња, позвао Париса.
Према грчкој традицији, Хера је била најлепша, и често је звана „воликоока Хера“ - чест и сталан епитет код Хомера, због великих и лепих очију. Афродита је била заводљива и пуна еротског набоја, док је Атинина лепота била више опсесивна, јер су је Грци сматрали асексуалним бићем.
Хермес је са све три богиње дошао на брдо Иду до Париса, а након што су се окупале у извору, све три су покушале да подмите Париса.
- Хера му је понудила да ће га учинити краљем Европе и Азије.
- Атина му је рекла да ће га учинити мудрим и дати му ратну вештину.
- Афродита му је понудила руку најлепше жене на свету, а најлепша жена на свету је била Јелена, Менелајева жена.

Парис је пристао на понуду Афродите и њу је прогласио за најлепшу и предао јој златну јабуку. То је толико разљутило Херу, да је, када је Парис кренуо по Хелену, то је био повод Тројанском рату.

### Политехно и Едона
Једном приликом су Политехно и његова жена Едона тврдили да је њихова љубав велика и да јој нема равне. Тврдили су чак да се воле више него Зевс и Хера. Када је то чула, Хера се разљутила и послала Ериду да унесе раздор између Политехна и Едоне.
Када је Ерида стигла код Политехна и Едоне, Политехно је правио дрвену кочију, а Едона плела мрежу. Ерида се умешала и предложила да онај ко последњи заврши свој задатак мора овом другом даривати женску служавку.
Едона је прва исплела мрежу и победила. Политехно је био љут и разочаран због свог пораза па је отишао код Едонине сестре, Клеидоне и силовао је, а затим је прерушио у служавку и поклонио је Едони. Када је Едона, после неког времена открила да јој је то сестра, раскомадала је Политехновог сина и појела га.
Тако је Хера остварила своју намеру, а богови су Политехна, Едону и Клеидону претворили у птице.